# Тип 77
Тип 77 — китайский крупнокалиберный пулемёт. Принят на вооружение в конце 1970-х с целью замены Тип 54. Принят на вооружение в 1977 году. Серийное производство начато с 1980 года.

## Описание
В середине 1970-х годов было принято решение разработать лёгкий 12,7-мм пулемёт, пригодный для мобильных подразделений, с возможностью использования с транспорта и со станка для поддержки наземных войск. Новое оружие было официально принято на вооружение НОАК в 1977 году как Тип 77, а пущено в массовое производство в 1980. Для крупнокалиберного пулемёта было несколько необычным решение убрать газовый поршень, по-видимому, в попытке сэкономить на весе движущихся частей и уменьшить инерцию.
Пулемёт использует газоотводную автоматику с прямым подводом пороховых газов к затворной раме через газовую трубку, идущую под стволом к передней части ствольной коробки. В середине ствола расположен трёхпозиционный газовый регулятор, через который газ подаётся в газоотводную трубку. Его боевые упоры и лента были адаптацией проверенных решений ДШКМ.
Вес с универсальным треножным станком составляет 56 кг — вдвое меньше чем у ДШКМ/Тип 54 на своём станке. Тело без станка — 28 кг, сам станок 28,3 кг. Длина ствола 1016 мм, всего оружия — 2150 мм. Питание осуществляется нерассыпными лентами на 60 патронов.
Тип 77 обладает очень тяжёлым стволом с оригинальным дульным тормозом и трубчатой ствольной коробкой, изготовленной из очень тонкой стали. Ствол быстросъёмный; оснащён большим цилиндрическим дульным тормозом и ручкой для переноски. Запирание ствола схоже с ДШК, реализуется разводящимися в стороны из тела затвора двумя боевыми упорами и сцепляющими затвор со ствольной коробкой, имеющей круглое сечение. Стрельба ведётся только в автоматическом режиме.
Модуль подачи ленты аналогичен ДШКМ, управляется с помощью качающегося рычага в проекции на затворной раме. Подача только левосторонняя. Пулемёт позволяет крепёж патронной коробки. Для управления Тип 77 используются вертикальные двойные ручки и рукоятка взведения под ствольной коробкой. Тип 77 оснащён регулируемым открытым прицелом, помимо возможности установки ночных, оптических, и специальных противовоздушных. Как правило, выпускался с универсальным оптическим прицелом с низкой кратностью увеличения, подходящей как для воздушных, так и для наземных целей.
Тип 77 не вполне удовлетворял требованиям эргономики и через пять лет после запуска в производство, он был модернизирован, получив индекс Тип 85.